# Euproctis putilla
Euproctis putilla is een vlinder uit de familie spinneruilen (Erebidae), onderfamilie donsvlinders (Lymantriinae). De wetenschappelijke naam van deze soort is voor het eerst geldig gepubliceerd in 1884 door Saalmüller.
De soort komt voor in tropisch Afrika.